# Synalpheus coutierei
Synalpheus coutierei  är en kräftdjursart som beskrevs av A. H. Banner 1953. Synalpheus coutierei ingår i släktet Synalpheus och familjen Alpheidae. Inga underarter finns listade i Catalogue of Life.